# 平成20年台風第6号
平成20年台風第6号（へいせい20ねんたいふうだい6ごう、アジア名：フンシェン、フィリピン名：フランク）は、2008年6月にフィリピンなどを襲った台風である。

## 概要

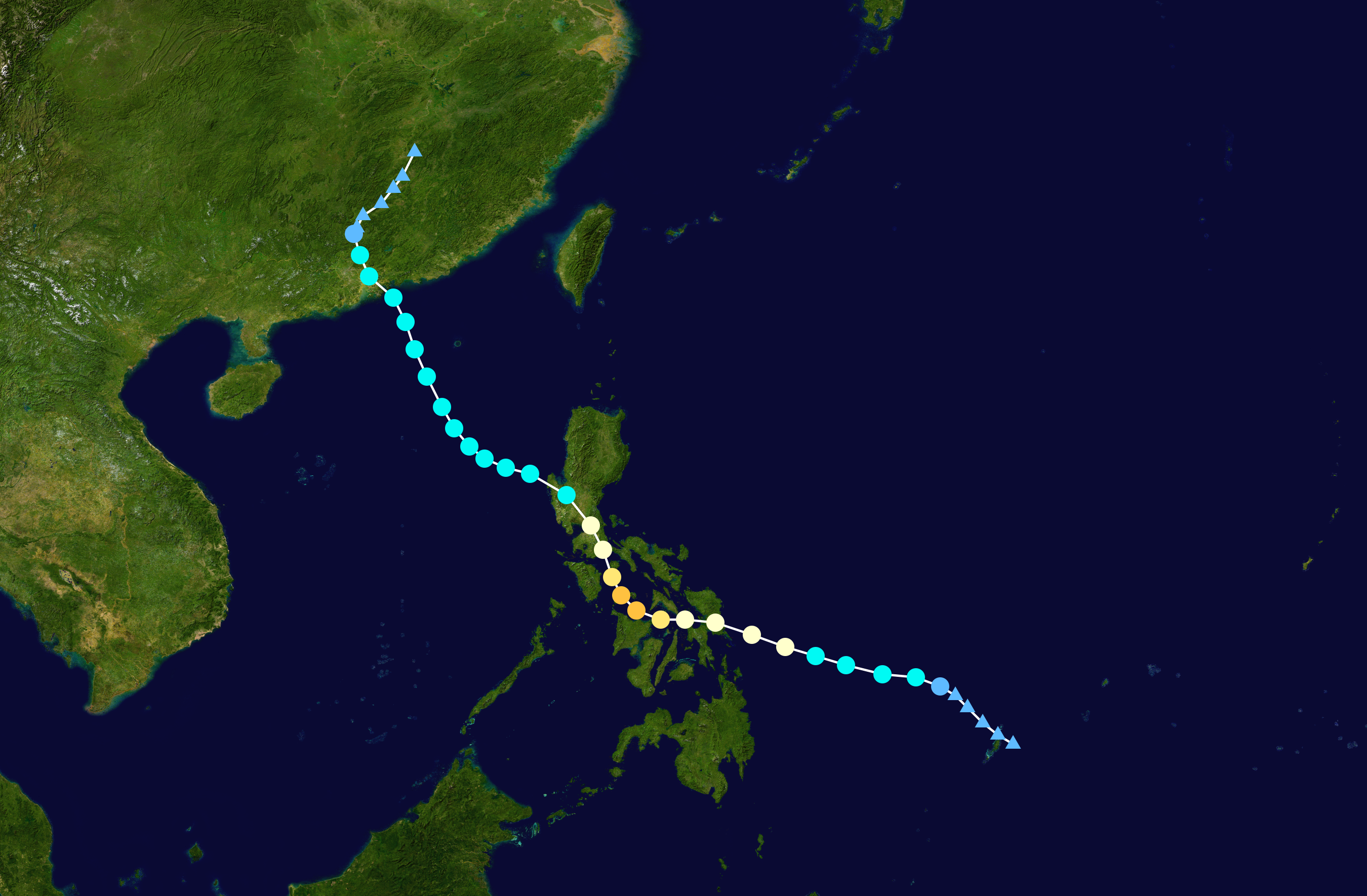
進路図

2008年6月19日、フィリピンの東で台風6号が発生し、アジア名「フンシェン（Fengshen）」と命名された。命名国は中国で、「風神」を意味する。また、フィリピン大気地球物理天文局（PAGASA）はこの台風について、フィリピン名「フランク（Frank）」と命名している。台風は20日にフィリピンに上陸し、22日に首都マニラを直撃した。その後一旦は南シナ海に抜けたが、25日に中国の深圳市に再上陸した。そして26日、華南地方で熱帯低気圧に変わった。

## 被害・影響
台風による大雨により、至る所で土砂災害が発生し、合計で1,371人の死者と、87人の行方不明者が出た。最も被害が大きかったフィリピンでは、938人が死亡した。
強風によって、シブヤン海を航行中にエンジン故障を起こし、座礁していた845人乗りのフェリー「プリンセス・オブ・ザ・スターズ」(日本から購入、元新日本海フェリー所属フェリーらいらっく) が沈没した。これにより行方不明者の数が700人を超えた。